# Samantha Taggart
Samantha Taggart è un personaggio della serie televisiva E.R. - Medici in prima linea, interpretato da Linda Cardellini.

## Storia del personaggio
Infermiera e madre single, Samantha ha avuto Alex (interpretato inizialmente da Oliver Davis, ed in seguito da Dominic Janes) all'età di quindici anni ed ha dovuto crescerlo da sola, dovendo affrontare anche il diabete del figlio. Proviene da una famiglia di alcolizzati, e per tale motivo se la prende molto con Abby Lockhart nel corso della quattordicesima stagione, quando questa dimostra di avere problemi di alcolismo.
La sua prima apparizione avviene nella decima stagione, quando si dimostra talmente lucida e professionale da impressionare persino il dottor Robert Romano. Samantha prenderà il posto di capo infermiera di Abby e svilupperà un interesse sentimentale nei confronti del dottor Luka Kovač, principalmente per l'amicizia nata fra il dottore e il figlio di Samantha, Alex. Nel corso dell'undicesima stagione Samantha ed Alex si trasferiranno a vivere a casa di Luka Kovač, in parte anche per sfuggire alle "attenzioni" di Steve Curtis (interpretato prima da Cole Hauser e dopo da Garret Dillahunt), ex fidanzato di Samantha e padre di Alex.
Tuttavia, nella dodicesima stagione, Samantha e Luka interromperanno la propria relazione a causa del loro diverso punto di vista sull'eventualità di avere altri figli, che Luka desidera ma Samantha no. Samantha e Alex in seguito vengono rapiti da Steve, evaso dal carcere insieme ad altri due prigionieri, e intenzionato a riprendersi la propria famiglia con la forza. Durante la fuga verso il Canada, Steve arriva al punto di uccidere gli altri due prigionieri e stuprare Samantha. Quindi, in un momento di distrazione di Steve, Samantha riesce a sottrargli la pistola e ad ucciderlo. Tuttavia in seguito alla terribile esperienza sia Samantha che Alex resteranno profondamente traumatizzati. In particolar modo Alex svilupperà atteggiamenti sempre più problematici, arrivando al punto di rubare la carta di credito di Archie Morris. Seppur riluttante, Samantha si vedrà costretta a chiudere il figlio in un istituto.
Successivamente Samantha si specializzerà diventando un'infermiera anestesista ed avendo diverse relazioni con vari uomini, fra cui un poliziotto di nome Lichtman, un coordinatore dell'ospedale chiamato Ethan, e il dottor Tony Gates. La relazione con Tony si deteriorerà irremediabilmente quando Samantha scopre che l'uomo è in parte responsabile di un incidente automobilistico in cui è rimasto coinvolto Alex. Samantha non riuscirà mai a perdonare Tony Gates, e le cose peggioreranno quando lui la tradirà con Daria Wade, mettendo fine al loro rapporto. In seguito Samantha ammetterà comunque di essere ancora innamorata di lui. Nell'ultimo episodio della serie, che si svolge nel giorno del compleanno di Samantha, lei e Tony Gates assistono alla perdita della moglie da parte di un uomo. Nell'ultima scena della serie i due si prendono romanticamente per mano, lasciando intendere la possibilità che fra di loro possa nuovamente iniziare una relazione.